# 267 Puppis
267 Puppis (h¹ Puppis) é uma estrela na direção da Puppis. Possui uma ascensão reta de 08h 11m 21.50s e uma declinação de −39° 37′ 06.8″. Sua magnitude aparente é igual a 4.44. Considerando sua distância de 1874 anos-luz em relação à Terra, sua magnitude absoluta é igual a −4.36. Pertence à classe espectral K4III.